# Grästorpagölen
Grästorpagölen är en sjö i Vetlanda kommun i Småland och ingår i Emåns huvudavrinningsområde.